# Владімірс Колесніченко
Владімірс Колесніченко (латис. Vladimirs Koļesņičenko, нар. 4 травня 1980, Рига) — колишній латвійський футболіст, нападник. По завершенні кар'єри гравця —футбольний функціонер, з лютого 2012 року обіймає посаду президента ризького футбольного клубу «Сконто».
Насамперед відомий виступами за «Сконто» та національну збірну Латвії.

## Клубна кар'єра
У дорослому футболі дебютував 1996 року виступами за команду клубу «Сконто-Металс», в якій провів один сезон, взявши участь у 27 матчах чемпіонату.
Своєю грою за цю команду привернув увагу представників тренерського штабу клубу «Сконто», до складу якого приєднався на початку 1997 року. Відіграв за ризький клуб наступні шість сезонів своєї ігрової кар'єри. Більшість часу, проведеного у складі «Сконто», був основним гравцем атакувальної ланки команди і одним з головних бомбардирів команди, маючи середню результативність на рівні 0,43 голу за гру першості.
Після цього виступав у складі клубів «Торпедо-Металург», «Вента», «Вентспілс», «Інтер» (Баку) та «Чорноморець».
Завершив професійну ігрову кар'єру у рідному клубі «Сконто», до якого повернувся вчетверте за кар'єру. Колесніченко прийшов до команди на початку 2011 року, а вже влітку заявив про завершення кар'єри. Залишився у клубній системі «Сконто», отримавши позицію комерційного директора клубу, а в лютому 2012 року був обраний його президентом.

## Виступи за збірні
З 1994 року грав у складі юнацької збірної Латвії, взяв участь у 13 іграх на юнацькому рівні, відзначившись 3 забитими голами.
З 1997 по 2001 рік залучався до складу молодіжної збірної Латвії. На молодіжному рівні зіграв у 14 офіційних матчах, забив 5 голів.
1997 року дебютував в офіційних матчах у складі національної збірної Латвії. Протягом кар'єри у національній команді, яка тривала п'ятнадцять років, провів у формі головної команди країни 47 матчів, забивши 5 голів.

## Досягнення
- Чемпіон Латвії (7): 1997, 1998, 1999, 2000, 2001, 2002, 2003;
- Володар Кубка Латвії (5): 1997, 1998, 2000, 2001, 2002;
- Володар Кубка Лівонії (2): 2003, 2004;
- Найкращий бомбардир Чемпіонату Латвії (1): 2000